# Eurovegas
Eurovegas, conocido también como Eurovegas Madrid o Europa Vegas, fue un proyecto de complejo turístico y de ocio, que se pretendía ubicar en la ciudad española de Alcorcón —en la Comunidad de Madrid— y que habría estado explotado por la compañía estadounidense Las Vegas Sands. La empresa promotora esperaba inaugurar una primera fase en 2016, lo que le habría convertido en el tercer macrocomplejo turístico y de juego en abrirse fuera de los Estados Unidos de América (después de Macao y Singapur). La finalización de las obras estaba prevista para 2022 y la inauguración final y oficial no se habría llevado a cabo hasta 2025 o 2026. El 13 de diciembre de 2013, Las Vegas Sands Corp. publicó una nota de prensa donde anunciaba que no continuaría con el proyecto. Se barajó inicialmente la posibilidad de que se instalara en Cataluña, cerca de Barcelona, pero la opción fue también desestimada.

## Gestación del proyecto

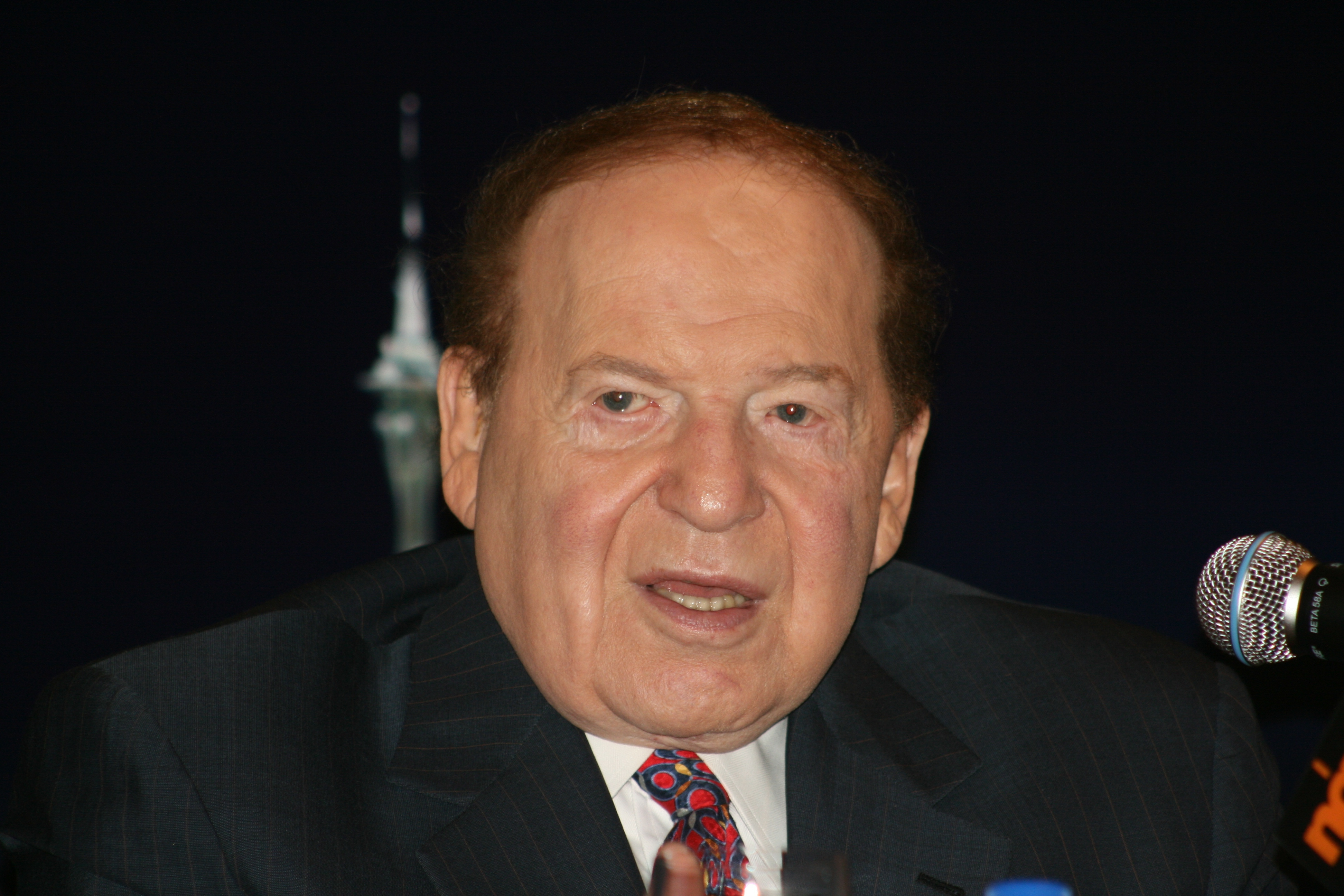
El empresario estadounidense Sheldon Adelson y su empresa Las Vegas Sands fueron los promotores del proyecto

El empresario multimillonario estadounidense Sheldon Adelson, director ejecutivo de Las Vegas Sands, se embarcó en el proyecto con la idea de que el alto nivel de desempleo presente en España aseguraría el apoyo por parte de las autoridades que necesitaría para conseguir los diferentes cambios en la legislación y privilegios que demandó inicialmente: el derecho a sobrepasar la altura máxima de edificación para poder construir rascacielos, permiso para fumar en espacios públicos cerrados, facilidad para conceder visados a trabajadores extranjeros, el cese del pago a la Seguridad Social durante los 2 primeros años o la disminución del impuesto al juego y del impuesto municipal.
En agosto de 2012 se confirmó que Las Vegas Sands había registrado en la Unión Europea el nombre de Europa Vegas para el proyecto. La opción de instalar el complejo en Cataluña fue desechada por Las Vegas Sands en septiembre de 2012. En consecuencia, el 7 de septiembre el consejero de la Generalidad de Cataluña Andreu Mas-Colell reveló que un macrocomplejo de seis parques temáticos en Tarragona denominado Barcelona World sustituiría al proyecto de Eurovegas.
El 8 de febrero de 2013, en una conferencia conjunta con Las Vegas Sands —empresa representada en la ocasión por su consejero delegado Michael Leven—, el gobierno de la Comunidad de Madrid —representado por su presidente Ignacio González— confirmó en la Real Casa de Correos que la sede elegida sería Alcorcón, un municipio al suroeste de Madrid. Competía con un terreno situado en Valdecarros (situado al sureste de la capital) y con una finca en el noreste de Madrid a caballo entre Torrejón de Ardoz y Paracuellos de Jarama. Estas localizaciones habían sido visitadas por los representantes de Las Vegas Sands en junio de 2012.
Ignacio González especificó que la voluntad de los inversores y del Ejecutivo madrileño era poner la primera piedra del proyecto antes del fin del año 2013 y que la primera de las tres fases del proyecto estuviera finalizada en 2017. Por contrapartida Michael Leven afirmó: «Tenemos el dinero». Según el consejero delegado de Las Vegas Sands, el grupo cubriría el 35 % de una inversión total que estimaron en 18 000 millones de € con recursos propios y el resto mediante créditos financiados por bancos internacionales.
La Plataforma Eurovegas NO anunció ese mismo día que intensificaría las movilizaciones tras el anuncio de que el macro-proyecto de juego se ubicaría en Alcorcón. En este sentido, anunciaron la convocatoria de una protesta ante la Puerta del Sol frente a la sede de la Comunidad de Madrid para la tarde del 8 de febrero de 2013 a las 19:00 horas.
Así, la primera piedra se habría colocado a finales de 2013 o, como muy tarde, a principios de 2014. Finalmente, la inauguración de la primera fase del complejo de casinos, ocio y negocios habría sido en 2016 y habría estado acabado definitivamente en 2022, aunque la inauguración final y oficial será en 2025 o 2026. Para llegar hasta este punto, han hecho falta seis años de negociaciones con Las Vegas Sands.
Del complejo Eurovegas se aseguró que habría ocupado aproximadamente 750 hectáreas (7,5 kilómetros cuadrados), tendría doce hoteles —con 3000 habitaciones y más de 140 metros de altura cada uno—, seis casinos, tres campos de golf y de tenis, centros comerciales y de convenciones y reuniones, outlets, restaurantes, centros de ocio y deportivos —con un pabellón Arena para 20 000 personas—, balnearios, teatros y anfiteatros, espectáculos, musicales, zonas destinadas al turismo familiar de fin de semana, zonas verdes y congresos y distintos tipos de ferias. La primera fase habría contado con cuatro resorts, que totalizarían 12 000 habitaciones de hotel. También se dijo —el presidente de la comunidad de Madrid Ignacio González fue uno de los que se hizo eco de la cifra— que el complejo habría supuesto la creación de más de 250 000 puestos de trabajo,

## Discrepancias y desestimación del proyecto

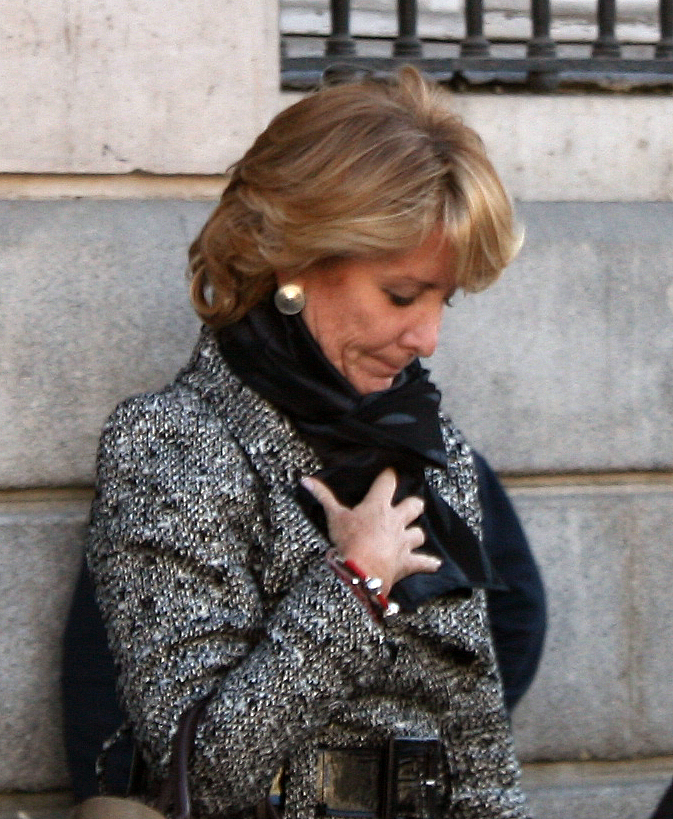
Esperanza Aguirre, expresidenta de la Comunidad de Madrid, fue una firme defensora del proyecto.

La expresidenta de la Comunidad de Madrid, Esperanza Aguirre, se mantuvo como firme defensora de Eurovegas a lo largo del período de gestación del proyecto, así como mantuvo ciertas discrepancias con el gobierno central y su partido por su claro posicionamiento a favor de Eurovegas, que según ella habría solucionado el problema del paro en la región y «habría representado una palanca sobre la que apoyar la recuperación económica», mostrándose abierta a la modificación de la ley antitabaco para permitir fumar en el interior de los casinos. Eurovegas ha sido denominado como el «proyecto estrella del mandato» de Aguirre. En su momento llegó a afirmar que «habrá que cambiar las normas que necesiten ser cambiadas». Tras la cancelación del proyecto, a pesar de admitir que el gobierno no podía aceptar las exigencias del magnate norteamericano, aseguró que le habría «encantado» que el proyecto no se hubiera «escapado» de Madrid. Fuentes como el diario digital LibreMercado otorgaron cierta credibilidad a las cifras manejadas por Adelson y Las Vegas Sands para el proyecto, lamentando la pérdida de este.
El proyecto generó cierto rechazo por parte de la población de Alcorcón y la Comunidad de Madrid, con la formación de la «Plataforma Eurovegas No», que convocó manifestaciones en la capital en contra del proyecto. El proyecto llegó a ser calificado por portavoces de IU y UPyD como una «mala copia» de la película española de 1953 Bienvenido, Mister Marshall. Voces dentro del PSOE madrileño denunciaron que el proyecto habría supuesto el viraje desde una economía basada en la especulación urbanística a una centrada en el juego, el cual no supondría un mejor modelo económico, además de que acarrearía problemas de seguridad en los alrededores, la proliferación de la prostitución en la zona y el riesgo de que podría favorecer la aparición de un paraíso fiscal en el interior del complejo de casinos. Igualmente, las cifras dadas de en torno a 260 000 puestos de trabajo se consideraban irreales y propagandísticas. El plan de Eurovegas también fue calificado como «ejemplo de la ausencia de un modelo económico consensuado».
El 13 de diciembre de 2013 la empresa Las Vegas Sands comunicó al Gobierno su intención de renunciar al macrocomplejo de Eurovegas porque el Gobierno había rechazado sus últimas peticiones económicas. Las razones aducidas por el gobierno fueron las peticiones inasumibles de Adelson, entre las que destacaban que el gobierno español asumiera las pérdidas que se pudieran generar en el proyecto, así como compensaciones económicas si a mitad de proyecto este no terminaba viendo la luz. El grupo confirmó en una nota de prensa que «no vemos un camino que pueda conducir a obtener los criterios necesarios para sacar adelante este desarrollo de gran escala». También se afirma que desde la UE se veía incompatible el aceptar las propuestas de Adelson con las propias reglas de la Unión Europea.